# Júlio César de Oliveira
Júlio César Miranda de Oliveira (né le 4 février 1986 à Paranavaí, Paraná) est un athlète brésilien, spécialiste du lancer de javelot.
Il remporte la médaille d'or lors des Championnats du monde jeunesse de 2003. Son meilleur lancer de 80,05 m, obtenu en 2009, était le record du Brésil, record qu'il a battu de nouveau le 14 juin 2015 pour remporter le titre de champion sud-américain, avec la série suivante : 77,06 m, 77,40 m, 79,25 m, 79,57 m, 78,41 m et 81,22 m. Le 11 juillet 2015, il améliore ultérieurement ce record en 83,67 m à São Bernardo do Campo.
Il participe aux Jeux panaméricains de 2007 et de 2011. Il est médaille d'argent aux Jeux sud-américains 2010 et 2014. Il est médaille d'or lors des Championnats d'Amérique du Sud 2015. Il est médaille de bronze lors des Championnats du monde juniors en 2004.